# Phép thử Bernoulli
Phép thử Bernoulli là phép thử ngẫu nhiên mà nó có thể nhận một trong hai kết quả thành công hay thất bại, trong đó xác suất thành công giống nhau mỗi khi phép thử này được tiến hành. Phép thử này đặt tên theo Jacob Bernoulli, một nhà toán học Thụy Sĩ ở thế kỉ 17.

## Mô tả toán học
Về mặt toán học, một phép thử Bernoulli được mô tả bằng một ánh xạ (biến ngẫu nhiên) {\displaystyle X:\Omega \mapsto \{0,1\}}. Trong đó {\displaystyle \Omega } là không gian mẫu gồm hai giá trị, {\displaystyle S} là "thành công" và {\displaystyle F} là "thất bại", tức là {\displaystyle \Omega =\{S,F\}\,}. Biến ngẫu nhiên {\displaystyle X} này được xác định như sau
{\displaystyle X(\omega )={\begin{cases}1&{\mbox{nếu }}\omega =S\\0&{\mbox{nếu }}\omega =F.\end{cases}}}
Nếu xác suất thành công bằng {\displaystyle p\in (0,1)} thì ta nói biến ngẫu nhiên {\displaystyle X} có phân phối Bernoulli {\displaystyle {\text{Bernoulli}}(p)}. Trong trường hợp này {\displaystyle \mathbf {P} (X=1)=1-\mathbf {P} (X=0)=p}.